# 나상기 (1949년)
나상기(羅相基, 1949년 7월 3일 ~ )는 사회복지사 겸 기업가를 지낸 대한민국의 사회운동가 겸 대학 교수이자 前 국민의당 전임고문 겸 수석대표최고위원이다.
본관은 금성(錦城)이며 호(號)는 독연(篤燕), 은은(銀恩), 향량(香亮)이다. 독실한 개신교 신자인 그는 지난날 한때 김영균, 장진영, 김경록 등과 함께 국민의당에서 간부급 아웃사이더로도 유명하였다.

## 생애

### 생애 초기
그는 전라남도 나주에서 출생하였고 지난날 한때 전라남도 목포에서 잠시 유아기를 보낸 적이 있는 그는 전라남도 광주에서 성장하였다.

### 주요 경력
- 1996년 한일장신대학교 겸임교수(1997년 이임).
- 1997년 한일장신대학교 겸임교수 겸 감리교신학대학교 겸임교수(1998년 퇴임).
- 1998년 침례신학대학교 겸임교수(1999년 이임).
- 1999년 한국방송통신대학교 전임강사 겸 침례신학대학교 겸임교수(1999년 퇴임).
- 1999년 참여연대 사회복지행정교육위원.
- 2000년 서울장신대학교 겸임교수(2000년 8월).
- 2001년 서울장신대학교 겸임교수 직위 퇴임(2001년 2월).
- 2001년 참여연대 사회복지행정교육위원 직위 퇴임(2001년 3월).
- 2001년 새천년민주당 지방자치행정연대위원(2001년 5월).
- 2002년 새천년민주당 지방자치행정연대위원 직위 퇴임(2002년 3월).
- 2002년 제3회 지방 선거에 무소속 서울 종로구청장 후보 출마하였지만 낙선.
- 2002년 국민정치연구회 홍보실 실장(2002년 6월 직위 보임 이후 2007년 9월 퇴임).
- 2006년 제4회 지방 선거에 무소속 서울 동작구청장 후보 출마하였지만 낙선.
- 2007년 민주당 행정자치특보위원(2007년 8월).
- 2007년 민주당 행정자치특보위원 직위 퇴임(2007년 9월).
- 2007년 대통합민주신당 지방자치행정교육위원(2007년 10월).
- 2008년 대통합민주신당 지방자치행정교육위원 직위 퇴임(2008년 1월).
- 2008년 민주시대포럼 이사장(2009년 이임).
- 2009년 민주시대포럼 이사장 겸 한국식품개발연구원 비상임감사(2015년 퇴임).
- 2010년 제5회 지방 선거에 무소속 서울 마포구청장 후보 출마하였지만 낙선.
- 2010년 평화민주당 시민행정특보위원(2010년 7월 20일).
- 2010년 평화민주당 시민행정특보위원 퇴임 및 평화민주당 탈당(2010년 9월 30일).
- 2011년 시민통합당 시민행정자치특보위원.
- 2011년 시민통합당 시민행정자치특보위원 퇴임 및 시민통합당 탈당(2011년 12월 15일).
- 2012년 민주통합당 국민참여행정자치특보위원(2012년 1월 31일).
- 2012년 민주통합당 국민참여행정자치특보위원 퇴임 및 민주통합당 탈당(2012년 12월 1일).
- 2014년 민주당 시민행정자치교육특보위원.
- 2015년 민주당 시민행정자치교육특보위원 직위 퇴임 및 민주당 탈당(2015년 1월).
- 2015년 신민당 최고위원 겸 고문.
- 2015년 신민당 탈당.
- 2016년 통합신당 상임고문 겸 최고위원.
- 2016년 통합신당 탈당.
- 2016년 국민회의 공동대표 겸 최고위원.
- 2016년 국민회의 상임고문 겸 최고위원.
- 2016년 국민의당 전임고문 겸 최고위원.
- 2017년 국민의당 전임고문 겸 수석최고위원(2017년 8월 27일).
- 2017년 국민의당 전임고문 겸 수석대표최고위원(2017년 11월 3일).
- 2018년 국민의당 전임고문 겸 수석대표최고위원 직위 퇴임 및 국민의당 탈당(2018년 2월 9일).
- 2018년 민주평화당 고문(2018년 2월 15일)
- 2018년 민주평화당 고문 직위 퇴임 및 민주평화당 탈당(2018년 2월 26일)
- 2018년 바른미래당 고문(2018년 3월 13일)
- 2018년 바른미래당 고문 직위 퇴임 및 바른미래당 탈당(2018년 4월 9일)

## 기타 비고 사안
한일장신대(1992년) 사회복지학과 학사 출신이었던 그는 사회복지사 자격증을 소지한 것이 결국 연줄로 닿으며 한때 참여연대에 투신하기 직전 기독교 신학대학 겸임교수 직위를 잠시 역임하였다.